# Grotte d'Orda
Pour les articles homonymes, voir Orda (homonymie).
La grotte d'Orda (en russe : Ординская) est une grotte située près d'Orda dans le kraï de Perm en Russie.
Cette grotte de gypse de l'Oural est longue d'environ 4,6 à 5,1 kilomètres dont 4,8 kilomètres sous l'eau. Cela en fait une des plus grandes et longues grottes souterraines immergées de gypse connue au monde, et même la plus longue de Russie. De plus, la partie noyée de cette caverne est dotée du plus grand siphon, reconnue par la Communauté des États indépendants pour une longueur de 935 mètres.

## Géographie et contexte géologique

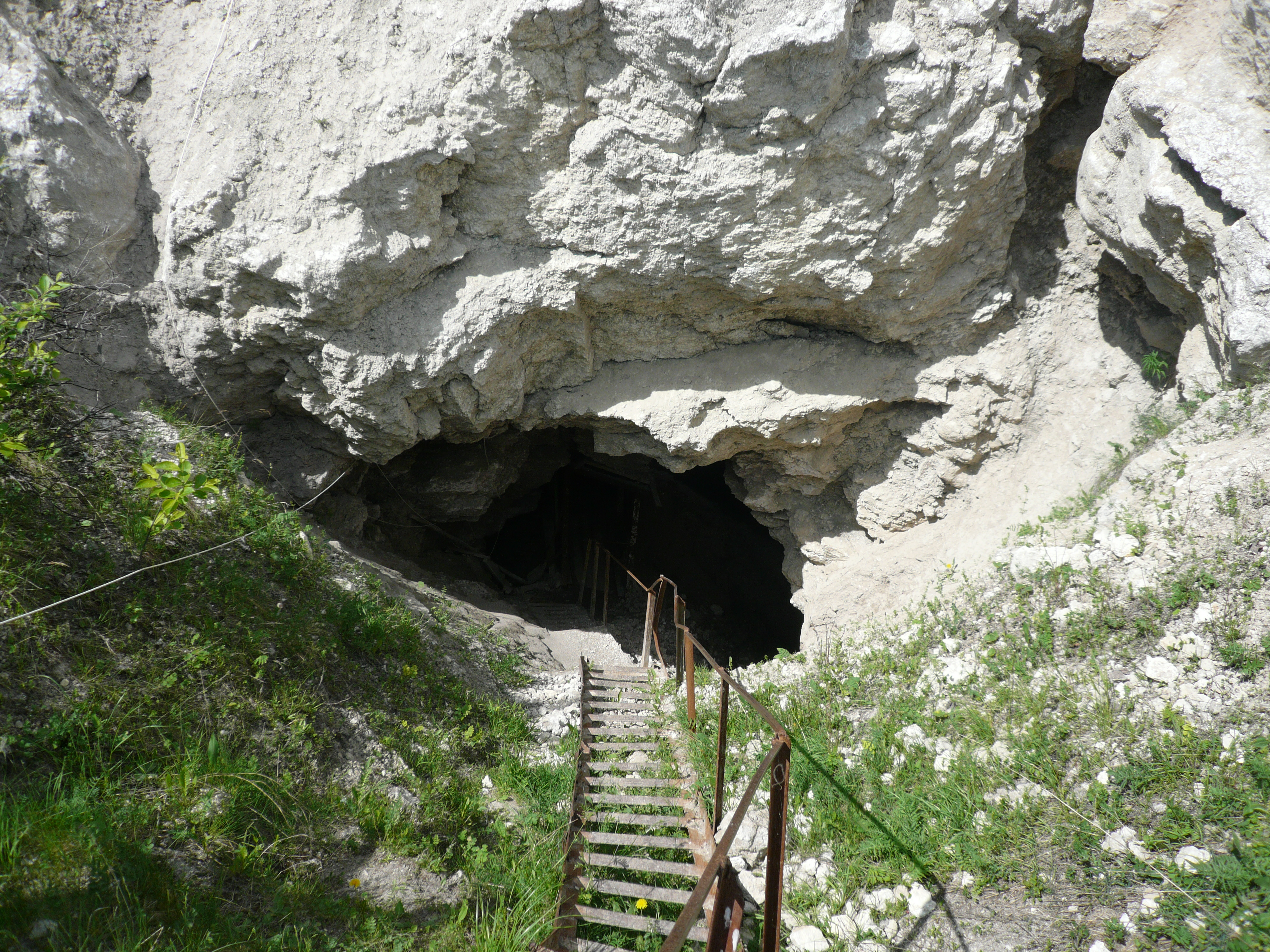
Entrée de la grotte.

La grotte d'Orda (Ordinskaya en russe) est située à 130 km au sud-est de la ville de Perm, à la périphérie du village éponyme. Son entrée se trouve dans la montagne de Kazakovskaya, dans le Kraï de Perm. 

### Description du lieu
Cette caverne possède un large panel de lacs souterrains, qui servent de boyau extérieur aux parties inondées. Elle est aussi dotée de nombreux minéraux tels que le calcaire qui fait d'elle un souterrain que l'on peut caractériser de karstique. La température ambiante est d'environ -40 °C en surface, -23 °C sous terre et 5 °C sous l'eau, et les excursions sous-marines ne sont donc conseillées qu'aux plongeurs expérimentés.

## Historique (histoire et découverte)
La grotte d'Orda étant découverte en 1969, elle aurait été visitée la première fois par le spéléologue russe Andrey Samovolnikov. Ce fut depuis cette année-là qu'une étude topographique de la partie inondée avait été clairement établie.
En outre, une exposition sur la grotte d'Orda a été inaugurée le 28 octobre 2016 au musée historique du village.

## Autre
Cette cavité a fait naître une légende toute particulière : le mythe de la Dame de la grotte. Ce dernier raconte qu'un esprit, qui incarnerait la beauté, surveillerait les plongeurs qui s'introduiraient dans la grotte connue pour être son repaire, et les autoriserait à passer à condition qu'ils n'aient pas de mauvaises intentions visant la grotte.
De plus, ladite Dame est interprétée par Natalia Avseenko ancienne championne de plongée. Elle s'est portée volontaire pour la modélisation d'un projet de tournage en 2011. Elle fut photographiée par le russe Viktor Lyagushkin (en) à une profondeur de 17 mètres dans la partie inondée.